# Винево
Ви́нево (болг. Винево) — село в Хасковській області Болгарії. Входить до складу общини Мінеральні Бані.

## Населення
За даними перепису населення 2011 року у селі проживали 258 осіб, усі — турки.
Розподіл населення за віком у 2011 році:
Динаміка населення: